# Кулеша, Георгий Степанович
Георгий Степанович Кулеша (1866—1930) — русский советский патологоанатом, доктор медицинских наук (1898), профессор (1915).

## Биография
Родился в 1866 году.
В 1885 году начал учиться на естественном отделении физико-математического факультета Московского университета, но за участие в студенческих волнениях в 1890 году был исключён. Но диплом о высшем образовании всё-таки получил, окончив в 1895 году медицинский факультет Юрьевского университета. В 1898 году защитил докторскую диссертацию «О пневмониях при кори».
С 1898 года работал в Санкт-Петербурге прозектором городской больницы (после 1917 года — Больница им. В. Слуцкой); одновременно, с 1911 года был приват-доцентом по курсу микробиологии в Женском медицинском институте, а с 1915 года — профессором кафедры патологической анатомии Петроградского института медицинских знаний.
После революционных событий оказался на юге России; с 1923 по 1926 год был заведующим Севастопольским бактериологическим институтом и кафедрой патологической анатомии Крымского университета. В 1926—1930 годах был директором Кубанского научно-исследовательского медицинского института и заведующим кафедрой патологической анатомии Кубанского медицинского института.
Опубликовал свыше 50 научных работ; написал учебник по патологической анатомии, в котором впервые в отечественной практике дал описание патологической анатомии инфекционных болезней по нозологическому принципу. Ряд его работ был посвящён вопросам патогенеза чумы, холеры, возвратного тифа, проказы, бациллоносительства. Он одним из первых указал на роль желчного пузыря и изменений костного мозга при холере, изучал патогенез лёгочной чумы, выявил причины осложнений при возвратном тифе и выделил возбудителя (палочку паратифа N); доказал, что при посеве на питательные среды кусочков из лепром наблюдается размножение и накопление типичных лепрозных бацилл наподобие чистых культур.
Умер в 1930 году.